# Alasdair McNicol
Sandy McNicol (ur. 15 czerwca 1944 w Lower Hutt, zm. 20 kwietnia 2017 w Noosa) – nowozelandzki rugbysta grający na pozycji filara młyna, reprezentant kraju.
Grał w juniorskim zespole Wellington, rezerwach Manawatu, po czym związał się z Wanganui, dla którego w latach 1970–1973 rozegrał 34 spotkania. Dodatkowo z połączoną drużyną Wanganui-King Country wystąpił przeciwko British and Irish Lions podczas ich tournée w 1971, sześciokrotnie zagrał także – gdy randze oficera służył w Waiorou Military Camp – dla zespołu sił zbrojnych.
Dwukrotnie uczestniczył w sprawdzianach nowozelandzkiej kadry, zagrał także dla reprezentacji Wyspy Północnej. Gdy z odbywającej tournée po Europie reprezentacji wypadli Keith Murdoch i Jeff Matheson, na początku roku 1973 dołączył do składu All Blacks i zagrał w pięciu spotkaniach, jednak w żadnym testmeczu. Przed zbliżającą się w tym samym roku serią spotkań ze Springboks poinformował New Zealand Rugby Union, że odmówi ewentualnego powołania ze względu na panujący w tamtym kraju apartheid. Wraz z rodziną otrzymywał wówczas pogróżki, wyjechał zatem do Francji, gdzie grał w klubie Stadoceste Tarbais.
Pracował jako nauczyciel. Dwukrotnie żonaty – z Sue i Sarah. Przez ostatnie lata życia cierpiał na chorobę Alzheimera oraz demencję, możliwe, że związane z dużą liczbą wstrząśnień mózgu podczas kariery sportowej. Popełnił samobójstwo 20 kwietnia 2017 roku.